# Sony Xperia M4 Aqua
A Sony Xperia M4 Aqua (E2303, E2306, E2353, E2312, E2333, E2363) egy víz- és porálló középkategóriás androidos okostelefon, amelyet a gyártó Sony 2015 közepén dobott piacra. Kódneve Tulip. Legjellemzőbb tulajdonsága, hogy ellenáll a pornak és a víznek, amely miatt megkapta az IP65 és az IP68 minősítést. A Sony első nyolcmagos processzorral szerelt telefonja, és úgyszintén az első, amely már vízálló, de nyitott microUSB-portot kapott.

## Hardver
A készülék fémkeretes, a sarkokon műanyag összekötő elemmel, hátlapját üveg borítja. Kialakítása teljesen víz- és porálló (másfél méter mélységig és legfeljebb 30 percig), USB-portja pedig szabadon áll. Méretében és kialakításában szinte teljes egészében a Sony Xperia Z3-ra emlékeztet, az egyetlen látható különbség a valamivel kisebb, 5.0 hüvelykes kijelző. Felső részén található a beszélgetések lebonyolítására szolgáló hangszóró, a közelségérzékelő, az 5 megapixeles előlapi kamera, és egy értesítési LED. Alján a mikrofon és a hangszóró kapott helyet. Az akár 200 GB-os méretet is elérhető microSDHC-kártya és a nano-SIM-kártya oldalt helyezhetők be egy védőfül kihajtása után, ugyancsak oldalt találhatóak a be/kikapcsoló gomb és a hangerő-szabályozó gombok. Hátoldalán egy 13 megapixeles, Exmor RS vakus kamera kapott helyet. A telefon nyolcmagos, Qualcomm Snapdragon 615 processzorral lett ellátva, emellett 2 GB RAM-ot is kapott. A belső tárhely 8 GB (egyes külföldön forgalmazott típusoké 16 GB), amelynek hátránya, hogy az operációs rendszer és a beépített alkalmazások elfoglalják a java részét, így kevés szabad hely maradt. Egyes Magyarországon forgalmazott példányokhoz ajándékba adtak egy Bluetooth-os, NFC-s hordozható hangszórót. A telefon fekete, fehér, és piros színekben kapható.

## Szoftver
A telefon gyárilag az Android 5.0-s verzióját (Lollipop) kapta. A szoftver megkapta a Sony klasszikus elrendezésének modernizált változatát. Jellegzetessége az "Xperia kapcsolat", mely több beállítást tartalmaz: az egyérintéses beállítással több kapcsolódási funkció aktiválódik egyszerre két Xperia-telefon között; a Throw a villámgyors vezeték nélküli kapcsolat létesítéséért felel, a képernyőtükrözéssel pedig okostévére vetíthető a telefon képe. Előretelepített Sony-alkalmazások között a What's New az elsődleges, mely a Sony legfrissebb híreit és szoftvereit (frissítéseit) tartalmazza. Emellett helyet kapott a Socialife, a Playstation Network, a Rajz, a TrackID, az Album, a Zene, és a Videó, az Xperia Care, a Smart Connect, a Movie Creator, és az Xperia Lounge. Megtalálható a legtöbb Google-alkalmazás is. Az akkumulátor élettartama beépített Stamina, illetve Ultra Stamina módokkal növelhető. A tárhely csekélységére tekintettel a Sony egy Android-frissítéssel lehetővé tette, hogy a gyárilag beépített alkalmazások egy részét törölni lehessen. 

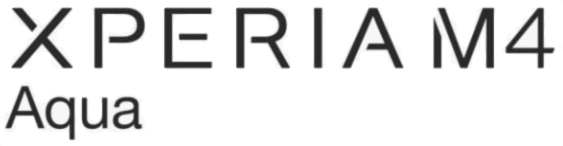

Eleinte tervbe volt véve, hogy megkapja az 5.1-es frissítést is, de a Sony kihagyta ezt, hogy az újabb, 6-os verzióra koncentráljon. A kiadási dátum különféle okok miatt csúszott, így csak 2016. július 19-én jelent meg az Android 6.0-s (Marshmallow 6.0.1, 26.3.A.0.131) verziója.

## Probléma a vízállósággal
2016 elején kisebbfajta botrány tört ki amiatt, hogy a hivatalosan vízállónak nevezett 2015-ös Xperia-sorozat tagjai rendre beáztak, és működésképtelenné váltak, a gyártó pedig emiatt nem volt hajlandó garanciálisan javítani a készüléket. A Sony jóval később, már 2017 során elismerte, hogy a vízállóság valóban hagy maga után kívánnivalót, és felhívták a felhasználók figyelmét arra, hogy bár elvileg másfél méter mélységben akár fél órát is kibírná, inkább ne használják azt víz alatt. Lemosni és tisztítani viszont, a gyártó által már korábban megadott óvintézkedések mellett, továbbra is lehet.